# Гришинська операція
Гришинська операція — військова операція у листопаді 1918 — лютому 1919 року червоних повстанців Новомосковського та Павлоградського повітів, які підпорядковувалися Катеринославському губернському повстанському ревкому, і бійців Революційної Повстанської Армії України. Керівництво операцією здійснював від червоних Колос, від махновської групи командувачем був Петро Петренко.

## Передісторія
З початком антигетьманського повстання влада гетьмана була ліквідована майже на всій території Павлоградського та Новомосковського повіту, місцевими органами влади стали повстанські ревкоми і різні отамани. Всі місцеві повстанці об'єдналися під єдиним управлінням Катеринославського повстанського комітету. За рішенням губернського повстанкому в кінці листопада 1918 року було створено Гришинську бойову ділянку,  була прийнято рішення перший удар направити в сторону Донбасу щоб об'єднати і підтримати місцевих повстанців які билися з донськими козаками. Повстанці поставили собі завдання зайняти лінію залізниці до Гришиного і об'єднати сили повстанців Донбасу і Катеринослава.
Для цієї мети був створений загін з повстанців Новомосковська Новодніпровска, загону Максименко і перейшли на бік повстанців бійців Армії УНР. Всього загін налічував 300 осіб серед них була: піхота, кавалерія, загін підривників, загін залізничників і служби зв'язку, розвідка і санітарний бронепотяг.
Загону давалася наступна бойове завдання: роззброїти німців, розігнати загони Директорії УНР, об'єднати повстанців під одним керівництвом, закріпити залізничні вузли, і перейти в наступ на донських козаків. Це завдання було покладено на залізничний штаб — організатора цього походу. На чолі польового дорожнього штабу стали Колос, Брусов, Костючки. Основний дорожній штаб залишився в Катеринослава в складі: Борисов, Годін, Апокін і звідти керував операцією.
Заняття станцій виглядало так під виглядом товарного поїзда прибували на станцію повстанці, спеціальна група роззброювала німецьку охорону і займали станцію телеграфні і телефонні апарати, після чого виділявся комендант станції а влада на місці передавалася місцевим повстанцям.
Під час руху в Донбас до залізничної групи приєдналися місцеві повстанці з Василівки загін Мотуза, Павлівки загін Соколовського та Огія, Розбрат загін Панченко і Холода, з Гришинського району загони Бави, Лені, Рибіна. Залізничний загін вже налічує 1500 бійців, через брак озброєння частина повстанців відправили в рідні волості для роззброєння німецьких і петлюрівських частин. Серед повстанців були безпартійний, анархісти, комуністи, соціалісти, повстанці які підтримували Директорію УНР.

## Історія
Після заняття станції Чаплине 10 грудня 1918 вже на підступах до Донбасу зі станції Просяної німці організували оборону і сконцентрували значні сили для протидії повстанцям. По відношенню до частин Армії УНР, що перейшли на бік Директорії в Гришинському районі німці тримали себе нейтрально, до більшовиків ставилися негативно і вели з ними боротьбу після того як один із загонів Нестора Махна знищив загін німців.
Після переговорів німці погодилися прийняти делегатів від повстанців в Гришиному після від'їзду Колоса переговори вів його заступник Максименко. У Новодніпровську Колоса підтримали представника Залізничного ревкому і Катеринославського губернського повстанського ревкому про подальший розвиток наступу в Гришинський напрямку і переговорах з Махно про спільні дії в цьому напрямку. 
Приїхавши 1 січня 1919 Колос дізнався що повстанці вже знаходиться на підступах до Гришиного. 3 січня 1919 бронепоїзд з повстанцями виїхав в сторону Гришиного за чотири версти від станції повстанці зустрілися з німцями і вирушили разом на станцію, після переговорів німці зняли всі свої караули в місті і на станції вся влада на місці перейшла ревкому, німцям давалося 6 днів щоб покинути місто . Після заняття міста Колос відправився в Гуляйполе для перемовин з Махно, де домовився про спільні дії, також Махно виділив загін Петрова для операції в районі Гришиного.
Не чекаючи на зайняття станцій донцями повстанці вирішили негайно роззброїти німців. Для цього два загони вирушили в обхід Гришиного із завданням одному зайняти Бажану другого Гостре, обидві станції були зайняті донцями. Після нальоту повстанці під натиском козаків стали відступати до Гришина в якому повстанці роззброїли німців і готувалися до оборони. До міста прибули загони з Костянтинівці в 500 бійців під командуванням Топченко, загін Горбенко і Поднозова близько 600 багнетів і інші дрібні загони.
До кінця січня повстанці пішли в контрнаступ і зайняли Очеретине відновили зв'язок з краматорськими повстанцями які вступали в сутички з частинами Армії УНР в районі Олександрівки та Краматорська, наблизилися до станції Мандрикине на південній ділянці фронту Махно зайняв Хлібодарівку і наблизився до Волновахи відбувалися сутички роз'їздів.
У 20 числах січня велика група білих прорвала південна ділянка фронту і рухалася в напрямку Гуляйполя. Колос дав вказівку командиру бойової дільниці Максименку встановити положення на цій ділянці. Положення на Юзівсько-Гришинський ділянці погіршився. На головному ділянці Авдіївка Очеретине довелося відступати і зайняти оборонну лінію між станцією Желанне Очеретине. На Рутченківській ділянці махновці також відступали. Довелося на цю ділянку раніше він обіймав Махно перекинути загін, з опорними пунктами Велика Новосілка, Кременчік, Благодатне.
На початку лютого в Гришине прибули загони з Дружківки Краматорська з'їхалося багато активних партпрацівників з Донбасу, Дружківки, Краматорська, Юзівки, Міхіенко, Моїсеєнко, Зайцев, Курочкін, і ін. В місті було проведено збори під головуванням Казанкова на якому виступив Колос і запропонував перекинути рухливі частини на Катеринослав і Синельникове а менш рухливі залишити на Гришинський ділянці. Нарада погодилося перекинути частини на запропоновані ділянки. Всі організації Донбасу погодилися виїхати з військами, в Гришине залишилася комендатура.
На гришинській ділянці залишився Гришинський селянський загін, полк Кліпача, один бронепоїзд з командиром Кочубеєм і загоном махновців Петрова чисельністю 2000 чоловік. З донбаського фронту було знято 4000 бійців.